# Warren I. Lee
Warren Isbell Lee (ur. 5 lutego 1876 w Bartlett w Nowym Jorku, zm. 25 grudnia 1955 w Brooklynie) – amerykański polityk, członek Partii Republikańskiej.

## Działalność polityczna
Od 1906 do 1910 i w 1920 zasiadał w New York State Assembly. W okresie od 4 marca 1921 do 3 marca 1923 przez jedną kadencję był przedstawicielem 6. okręgu wyborczego w stanie Nowy Jork w Izbie Reprezentantów Stanów Zjednoczonych.